# 唐納施泰因山
46°56′38″N 12°25′38″E / 46.94389°N 12.42722°E

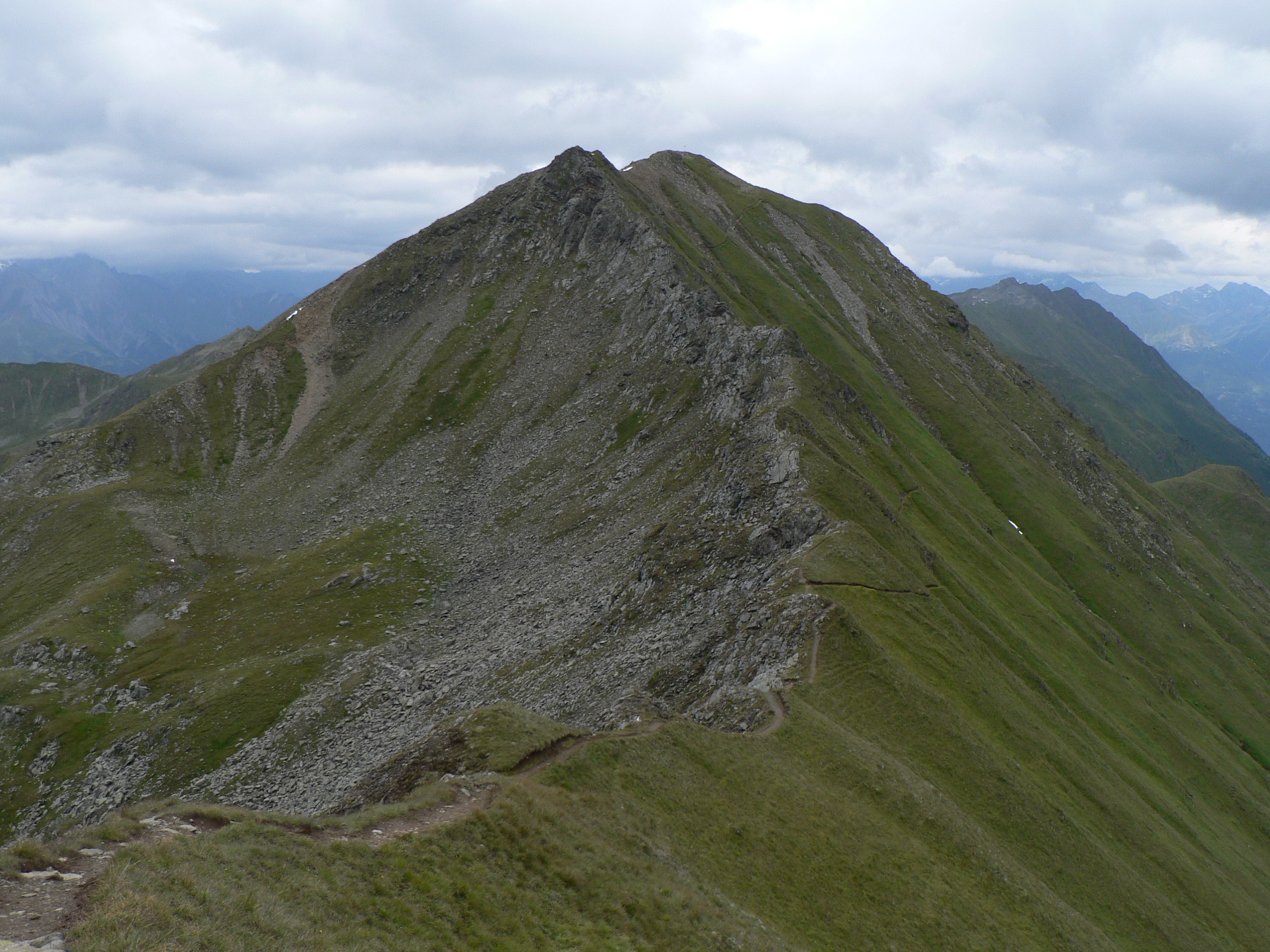

唐納施泰因山（德語：Donnerstein），是奧地利的山峰，位於該國西部，由蒂羅爾州負責管轄，屬於維內迪傑山脈的一部分，海拔高度2,725米，每年平均降雨量1,874毫米。